# Jyri Kjäll
Jyri Kjäll est un boxeur finlandais né le 13 janvier 1969 à Seinäjoki.

## Carrière
Vice champion du monde de boxe anglaise à Sydney en 1991 dans la catégorie super-légers, il participe aux Jeux olympiques de Barcelone en 1992 et remporte la médaille de bronze.

### Parcours auxJeux olympiques
Jeux olympiques d'été de 1992 à Barcelone (poids super-légers) :
- Bat Sergio Rey (Espagne) par arrêt de l'arbitre au 1er round
- Bat Michele Piccirillo (Italie) 12-5
- Bat Lászlo Szücs (Hongrie) 9-1
- Perd contre Héctor Vinent (Cuba) 3-13

## Référence
1. ↑  (en) Résultats des Jeux olympiques 1992 (amateur-boxing.strefa.pl)